# (183964) 2004 DJ71
(183964) 2004 DJ71 est un transneptunien de magnitude absolue 7,4. Son diamètre est estimé à 120 km. Il est en résonance 3:7 avec Neptune.